# Црква Светог деспота Стефана у Деспотовцу
Црква Светог деспота Стефана у Деспотовцу припада Епархији браничевској Српске православне цркве. 